# Campionati mondiali di tiro 1970
I campionati mondiali di tiro 1970 furono la quarantesima edizione dei campionati mondiali di questo sport e si disputarono al Black Canyon Range di Phoenix. La nazione più medagliata fu l'Unione Sovietica.

## Risultati

### Uomini

#### Carabina
| Evento                      | Oro                                                                              | Oro       | Argento                                                                          | Argento   | Bronzo                                                                          | Bronzo    |
| Evento                      | Atleta                                                                           | Risultato | Atleta                                                                           | Risultato | Atleta                                                                          | Risultato |
| 50m 3 posizioni             | Vitali Parjimovich                                                               | 1160      | John Writer                                                                      | 1153      | Lones Wigger                                                                    | 1151      |
| 50m 3 posizioni a squadre   | Unione Sovietica Vladimir Agishev Oleg Lapkin Vitali Parjimovich Sergei Yermilov | 4590      | Stati Uniti David Boyd John Foster John Writer Lones Wigger                      | 4581      | Germania Ovest Peter Kohnke Bernd Klingner Gottfried Kustermann Klaus Zähringer | 4570      |
| 50m a terra                 | Manfred Fiess                                                                    | 598       | Esa Kervinen                                                                     | 598       | Klaus Zähringer                                                                 | 597       |
| 50m a terra a squadre       | Italia Giuseppe De Chirico Franco Donna Walter Frescura Luigi Testarmata         | 2368      | Romania Marin Ferecatu Stefan Caban Gheorghe Vasilescu S. Tamas                  | 2367      | Jugoslavia Dusan Epifanic Branislav Loncar Zdravko Milutinovic Miroslav Sipek   | 2366      |
| 50m a terra (40 tiri)       | Laszlo Hammerl                                                                   | 399       | Esa Kervinen                                                                     | 399       | Klaus Zähringer                                                                 | 399       |
| 50m in ginocchio            | Erich Bürgin                                                                     | 392       | Wolfram Waibel                                                                   | 390       | Sven Johansson                                                                  | 389       |
| 50m in ginocchio a squadre  | Unione Sovietica Vladimir Agishev Oleg Lapkin Vitali Parjimovich Sergei Yermilov | 1544      | Stati Uniti David Boyd John Foster John Writer Lones Wigger                      | 1540      | Germania Ovest Peter Kohnke Bernd Klingner Gottfried Kustermann Klaus Zähringer | 1534      |
| 50m in piedi                | Vitali Vitali Parjimovich                                                        | 376       | Petr Kovařík                                                                     | 375       | John Writer                                                                     | 375       |
| 50m in piedi a squadre      | Stati Uniti David Boyd John Foster John Writer Lones Wigger                      | 1476      | Unione Sovietica Vladimir Agishev Oleg Lapkin Vitali Pajimovich Sergei Yermilov  | 1469      | Germania Est Werner Lippoldt Dieter Munzer Hartmut Sommer Uto Wunderlich        | 1461      |
| 300m 3 posizioni            | Valentin Kornev                                                                  | 1139      | John Foster                                                                      | 1139      | Vitali Parjimovich                                                              | 1134      |
| 300m 3 posizioni a squadre  | Stati Uniti Margaret Murdock John Foster John Writer Lones Wigger                | 4531      | Unione Sovietica Valentin Kornev Boris Melnik Vitali Parjimovich Sergei Yermilov | 4527      | Cecoslovacchia Karel Bulan Petr Kovarik Rudolf Pojer Antonin Schwarz            | 4473      |
| 300m a terra                | Theo Ditzler                                                                     | 395       | Lones Wigger                                                                     | 394       | Jaakko Minkkinen                                                                | 394       |
| 300m a terra a squadre      | Svizzera A. Beyeles Erich Bürgin Emile Kohler Theo Ditzler                       | 1561      | Unione Sovietica Valentin Kornev Boris Melnik Vitali Parjimovich Sergei Yermilov | 1556      | Finlandia Osmo Ala-Honkola Esa Kervinen Juhani Laakso Jaakko Minkkinen          | 1551      |
| 300m in ginocchio           | Lajos Papp                                                                       | 385       | Vitali Parjimovich                                                               | 383       | Rudolf Pojer                                                                    | 383       |
| 300m in ginocchio a squadre | Unione Sovietica Valentin Kornev Boris Melnik Vitali Parjimovich Sergei Yermilov | 1520      | Stati Uniti Margaret Murdock John Foster John Writer Lones Wigger                | 1510      | Svizzera A. Beyeles Erich Bürgin Emile Kohler Theo Ditzler                      | 1506      |
| 300m in piedi               | Margaret Murdock                                                                 | 375       | John Foster                                                                      | 372       | John Writer                                                                     | 367       |
| 300m in piedi a squadre     | Stati Uniti Margaret Murdock John Foster John Writer Lones Wigger                | 1473      | Unione Sovietica Valentin Kornev Boris Melnik Vitali Parjimovich Sergei Yermilov | 1451      | Cecoslovacchia Karel Bulan Petr Kovarik Rudolf Pojer Antonin Schwarz            | 1434      |

#### Carabina standard
| Evento                     | Oro                                                                           | Oro       | Argento                                                           | Argento   | Bronzo                                                                     | Bronzo    |
| Evento                     | Atleta                                                                        | Risultato | Atleta                                                            | Risultato | Atleta                                                                     | Risultato |
| 300m                       | John Foster                                                                   | 566       | Vladimir Agishev                                                  | 562       | Valentin Kornev                                                            | 562       |
| 300m a squadre             | Unione Sovietica Valentin Kornev V. Avilov Vladimir Agishev Y. Kudryashov     | 2223      | Stati Uniti Lanny Bassham John Foster Bruce Meredith Lones Wigger | 2223      | Polonia Barnaba Fandier Eugeniusz Pedzisz Andrzej Sieledcow Andrzej Trajda | 2204      |
| 300m 3 posizioni           | John Writer                                                                   | 579       | Andrzej Sieledzow                                                 | 576       | Uto Wunderlich                                                             | 575       |
| 300m 3 posizioni a squadre | Unione Sovietica Vladimir Agishev Boris Melnik Vitali Parjimovich Oleg Lapkin | 2270      | Stati Uniti Lanny Bassham David Boyd John Writer Lones Wigger     | 2269      | Cecoslovacchia Karel Bulan Petr Kovarik Rudolf Pojer Antonin Schwarz       | 2265      |

#### Carabina ad aria
| Evento        | Oro                                                                             | Oro       | Argento                                                       | Argento   | Bronzo                                                                | Bronzo    |
| Evento        | Atleta                                                                          | Risultato | Atleta                                                        | Risultato | Atleta                                                                | Risultato |
| 10m           | Gottfried Kustermann                                                            | 387       | Klaus Zähringer                                               | 378       | Rolf Blomberg                                                         | 377       |
| 10m a squadre | Germania Ovest Peter Kohnke Bernd Klingner Gottfried Kustermann Klaus Zähringer | 1512      | Stati Uniti Lanny Bassham David Boyd John Foster Lones Wigger | 1495      | Germania Est Dieter Munzert Hartmut Sommer H. Uhlemann Uto Wunderlich | 1479      |

#### Pistola
| Evento        | Oro                                                                           | Oro       | Argento                                                             | Argento   | Bronzo                                                                  | Bronzo    |
| Evento        | Atleta                                                                        | Risultato | Atleta                                                              | Risultato | Atleta                                                                  | Risultato |
| 50m           | Harald Vollmar                                                                | 564       | Dencho Denev                                                        | 561       | Hynek Hromada                                                           | 560       |
| 50m a squadre | Unione Sovietica Grigori Kosych Vladimir Stolipin A.Yegrishtin Boris Yermakov | 2221      | Germania Est Helmut Artelet Harald Vollmar H. Szurlies G. Schreiber | 2215      | Polonia K. Chodkiewicz Zbigniew Fedyczak Pawel Malek Rajmund Stachurski | 2190      |

#### Pistola a fuoco rapido
| Evento        | Oro                                                                     | Oro       | Argento                                                  | Argento   | Bronzo                                                                     | Bronzo    |
| Evento        | Atleta                                                                  | Risultato | Atleta                                                   | Risultato | Atleta                                                                     | Risultato |
| 25m           | Giovanni Liverzani                                                      | 598       | Ladislav Falta                                           | 595       | Veselin Petkov                                                             | 594       |
| 25m a squadre | Cecoslovacchia Ladislav Falta Vladimir Hurt R. Kolinek Lubomir Nacovsky | 2366      | Romania Virgil Atanasiu Dan Iuga Marcel Rosca Ion Tripșa | 2359      | Italia Ugo Amicosante Roberto Ferraris Giovanni Liverzani Silvano Mignardi | 2353      |

#### Pistola a fuoco
| Evento        | Oro                                                                        | Oro       | Argento                                                                 | Argento   | Bronzo                                                                        | Bronzo    |
| Evento        | Atleta                                                                     | Risultato | Atleta                                                                  | Risultato | Atleta                                                                        | Risultato |
| 25m           | Rafael Carpio                                                              | 591       | Seppo Mäkinen                                                           | 589       | Lubomír Nácovský                                                              | 588       |
| 25m a squadre | Cecoslovacchia Ladislav Falta Vladimir Hurt Hynek Hromada Lubomir Nacovsky | 2346      | Stati Uniti Wiliam Blakenship Jimmie Dorsey E. Hilden Francis Higginson | 2339      | Unione Sovietica Igor Bakalov Grigori Kosych Afanasi Kusmin Vladimir Stolipin | 2329      |

#### Pistola standard
| Evento        | Oro                                                                             | Oro       | Argento                                                                       | Argento   | Bronzo                                                                     | Bronzo    |
| Evento        | Atleta                                                                          | Risultato | Atleta                                                                        | Risultato | Atleta                                                                     | Risultato |
| 25m           | Renart Suleimanov                                                               | 579       | Hynek Hromada                                                                 | 579       | William McMillan                                                           | 576       |
| 25m a squadre | Stati Uniti Wiliam Blakenship William McMillan Edwin Lee Teague Charles Wheeler | 2276      | Unione Sovietica Igor Bakalov A. Spivakov Renart Suleimanov Vladimir Stolipin | 2273      | Cecoslovacchia Ladislav Falta Vladimir Hurt Hynek Hromada Lubomir Nacovsky | 2269      |

#### Pistola ad aria
| Evento        | Oro                                                                                | Oro       | Argento                                                                      | Argento   | Bronzo                                                                 | Bronzo    |
| Evento        | Atleta                                                                             | Risultato | Atleta                                                                       | Risultato | Atleta                                                                 | Risultato |
| 10m           | Kornél Marosvári                                                                   | 383       | Vladimir Stolipin                                                            | 382       | Harald Vollmar                                                         | 382       |
| 10m a squadre | Unione Sovietica Anatoli Egrishin Grigori Kosych Evgeni Raskazov Vladimir Stolipin | 1514      | Finlandia Immo Huhtinen Seppo Makinen Matti Juhani Patteri Seppo Saarenpaeae | 1513      | Germania Ovest Heinrich Fretwurst Heinz Martel Ernst Müller M. Moeller | 1503      |

#### Bersaglio mobile
| Evento              | Oro                                                                               | Oro       | Argento                                                                     | Argento   | Bronzo                                                     | Bronzo    |
| Evento              | Atleta                                                                            | Risultato | Atleta                                                                      | Risultato | Atleta                                                     | Risultato |
| 50m                 | Göte Gård                                                                         | 562       | Valeri Postoyanov                                                           | 561       | Martin Nordfors                                            | 559       |
| 50m a squadre       | Unione Sovietica Andris Butsis Jogan Nikitin Valeri Postoyanov Valerie Staratelev | 1439      | Svezia Göte Gård R. Jakobsson Sven Johansson Martin Nordfors                | 1422      | Stati Uniti Loyd Crow Ted McMillion Frank Tossas R. Yeager | 1399      |
| Misto 50m           | Göte Gård                                                                         | 380       | Valeri Postoyanov                                                           | 373       | Yogan Nikitin                                              | 372       |
| Misto 50m a squadre | Svezia Göte Gård R. Jakobsson Sven Johansson Martin Nordfors                      | 1478      | Unione Sovietica Andris Butsis Jogan Nikitin Valeri Postoyanov A. Farafonov | 1450      | Stati Uniti Loyd Crow Ted McMillion Frank Tossas R. Yeager | 1428      |

#### Fossa olimpica
| Evento      | Oro                                                          | Oro       | Argento                                                                  | Argento   | Bronzo                                                                   | Bronzo    |
| Evento      | Atleta                                                       | Risultato | Atleta                                                                   | Risultato | Atleta                                                                   | Risultato |
| Individuale | Michel Carrega                                               | 197       | Jean-Jacques Baud                                                        | 197       | Larry Stafford                                                           | 197       |
| A squadre   | Stati Uniti J. Columbo D. Krapf Larry Stafford Walter Zobell | 579       | Francia Jean-Jacques Baud Pierre Candelo Michel Carrega Dominique Veneny | 578       | Italia Silvano Basagni Ennio Mattarelli Giorgio Rosetti Galliano Rossini | 576       |

#### Skeet
| Evento      | Oro                                                                     | Oro       | Argento                                                             | Argento   | Bronzo                                                  | Bronzo    |
| Evento      | Atleta                                                                  | Risultato | Atleta                                                              | Risultato | Atleta                                                  | Risultato |
| Individuale | Evgeni Petrov                                                           | 200       | Yuri Tsuranov                                                       | 196       | Elie Penot                                              | 196       |
| A squadre   | Unione Sovietica Nikolai Benesh V. Serov Alexander Petrov Yuri Tsuranov | 587       | Stati Uniti Ken Gilbert Allen Morrison Robert David Rodale J. Tiner | 584       | Francia Jean Guadagnini R. Melinette Elie Penot G. Swec | 578       |

### Donne

#### Carabina
| Evento                    | Oro                                                         | Oro       | Argento                                                          | Argento   | Bronzo                                                              | Bronzo    |
| Evento                    | Atleta                                                      | Risultato | Atleta                                                           | Risultato | Atleta                                                              | Risultato |
| 50m 3 posizioni           | Margaret Murdock                                            | 571       | Desanka Perović                                                  | 564       | Lucia Fagereva                                                      | 562       |
| 50m 3 posizioni a squadre | Stati Uniti Tammie Foster Margaret Murdock Diana Timberlake | 1683      | Unione Sovietica Lucia Fagereva Tatiana Ratnikova Y. Zkharchenko | 1671      | Germania Est Gudrun Mehlan Marga Nabel Gabriele Riedel              | 1664      |
| 50m a terra               | Desanka Perović                                             | 592       | Ann de Vos                                                       | 591       | Margareta Gustafsson                                                | 590       |
| 50m a terra a squadre     | Jugoslavia M. Herold Marjana Masic Desanka Perović          | 1763      | Germania Ovest I. Kappes Gerlinde Popp Anneliese Rhomberg        | 1758      | Unione Sovietica Tamara Cherkasova Lucia Fagereva Tatiana Ratnikova | 1754      |

#### Carabina ad aria
| Evento        | Oro                                                | Oro       | Argento                                                             | Argento   | Bronzo                                                       | Bronzo    |
| Evento        | Atleta                                             | Risultato | Atleta                                                              | Risultato | Atleta                                                       | Risultato |
| 10m           | Tamara Cherkasova                                  | 373       | Desanka Perović                                                     | 371       | Tatiana Ratnikova                                            | 371       |
| 10m a squadre | Jugoslavia M. Herold Marjana Masic Desanka Perović | 1102      | Unione Sovietica Tamara Cherkasova Lucia Fagereva Tatiana Ratnikova | 1098      | Germania Ovest I. Kappes Monika Riesterer Anneliese Rhomberg | 1084      |

#### Pistola
| Evento        | Oro                                                     | Oro       | Argento                                                             | Argento   | Bronzo                                                   | Bronzo    |
| Evento        | Atleta                                                  | Risultato | Atleta                                                              | Risultato | Atleta                                                   | Risultato |
| 25m           | Nina Stoliarova                                         | 581       | Barbara Hile                                                        | 578       | Karin Fitzner                                            | 578       |
| 25m a squadre | Stati Uniti Sally Carroll Lucile Chambliss Barbara Hile | 1721      | Unione Sovietica Nadezda Ibragimova Nina Rasskazova Nina Stoliarova | 1719      | Germania Ovest Ortrud Feickert Karin Fitzner Ruth Kasten | 1714      |

#### Pistola standard
| Evento        | Oro                                        | Oro       | Argento                                                | Argento   | Bronzo                                                   | Bronzo    |
| Evento        | Atleta                                     | Risultato | Atleta                                                 | Risultato | Atleta                                                   | Risultato |
| 25m           | Judy Trim                                  | 554       | Gloria Vause                                           | 552       | Nina Stoliarova                                          | 552       |
| 25m a squadre | Australia E. Newton Judy Trim Gloria Vause | 1617      | Stati Uniti Sally Carroll Lucile Chambliss M. Norkauer | 1598      | Germania Ovest Ortrud Feickert Karin Fitzner Ruth Kasten | 1516      |

#### Pistola ad aria
| Evento        | Oro                                                                 | Oro       | Argento                                                  | Argento   | Bronzo                                                  | Bronzo    |
| Evento        | Atleta                                                              | Risultato | Atleta                                                   | Risultato | Atleta                                                  | Risultato |
| 25m           | Sally Carroll                                                       | 372       | Nina Rasskazova                                          | 372       | Nina Stoliarova                                         | 372       |
| 25m a squadre | Unione Sovietica Nadezda Ibragimova Nina Rasskazova Nina Stoliarova | 1110      | Germania Ovest Ortrud Feickert Karin Fitzner Ruth Kasten | 1089      | Stati Uniti Sally Carroll Lucile Chambliss Barbara Hile | 1081      |

#### Fossa olimpica
| Evento      | Oro            | Oro       | Argento     | Argento   | Bronzo             | Bronzo    |
| Evento      | Atleta         | Risultato | Atleta      | Risultato | Atleta             | Risultato |
| Individuale | Yulia Sidorova | 136       | Bina Avrile | 133       | Valentina Gerasina | 133       |

#### Skeet
| Evento      | Oro                  | Oro       | Argento     | Argento   | Bronzo      | Bronzo    |
| Evento      | Atleta               | Risultato | Atleta      | Risultato | Atleta      | Risultato |
| Individuale | Larissa Korchinskaya | 147       | Nuria Ortiz | 140       | Kari Linden | 135       |

## Medagliere
Nazione ospitante
| Posiz. | Nazione          | Oro | Argento | Bronzo | Totale |
| ------ | ---------------- | --- | ------- | ------ | ------ |
| 1      | Unione Sovietica | 19  | 16      | 10     | 45     |
| 2      | Stati Uniti      | 12  | 14      | 8      | 34     |
| 3      | Jugoslavia       | 3   | 2       | 1      | 6      |
| 4      | Svezia           | 3   | 1       | 4      | 8      |
| 5      | Svizzera         | 3   | 0       | 1      | 4      |
| 6      | Ungheria         | 3   | 0       | 0      | 3      |
| 7      | Germania Ovest   | 2   | 3       | 9      | 14     |
| 8      | Cecoslovacchia   | 2   | 3       | 7      | 12     |
| 9      | Italia           | 2   | 1       | 2      | 5      |
| 10     | Australia        | 2   | 1       | 0      | 3      |
| 11     | Francia          | 1   | 2       | 2      | 5      |
| 12     | Germania Est     | 1   | 1       | 5      | 7      |
| 13     | Messico          | 1   | 1       | 0      | 2      |
| 13     | Sudafrica        | 1   | 1       | 0      | 2      |
| 15     | Finlandia        | 0   | 4       | 2      | 6      |
| 16     | Romania          | 0   | 2       | 0      | 2      |
| 17     | Polonia          | 0   | 1       | 2      | 3      |
| 18     | Bulgaria         | 0   | 1       | 1      | 2      |
| 19     | Austria          | 0   | 1       | 0      | 1      |
| 20     | Norvegia         | 0   | 0       | 1      | 1      |